# 沼田爆
沼田爆（日语： Numata Baku，1940年2月22日—2024年8月），本名沼田知治（日语： Numata Tomoharu），日本演員。出身東京府（今東京都），曾入讀明治大學但中途退學，其後曾加入四季劇團。他以其本名過於平凡，決定在炸彈的日語「爆彈」之中取「爆」字為藝名。
沼田在其演藝生涯中多為參演電視劇，代表作包括在1989年版《鬼平犯科帳》飾演村松忠之進、以及1998年版《麻辣教師GTO》飾演藤富誠老師。
2024年10月7日，沼田所屬的I・T企畫發佈消息指沼田已於日前去世。事務所的有關人士接受採訪時供稱，沼田是於該年8月底被發現在家中去世。同年年初播出的《極度不妥！》是沼田生前最後一部參演的作品。